# Чемпионат Индонезии по волейболу среди мужчин
Чемпионат Индонезии по волейболу среди мужчин — ежегодное соревнование мужских волейбольных команд Индонезии. Организаторами являются Ассоциация волейбола Индонезии (индон. Persatuan Bola Voli Seluruh Indonesia) и (с 2002 года) мужская Пролига. С 2025 проходит по системе «зима—весна» (до этого — «весна—лето»).

## Формула соревнований
Чемпионат в сезоне 2025 года проходил с января по май и включал три этапа — предварительный, полуфинальный и финальный. На предварительной стадии 5 команд играли в два круга. 4 команды вышли в полуфинальную стадию, где провели двухкруговой турнир. По его итогам лучшие две команды вышли в финал, где разыграли первенство, остальные две в матче за 3-е место определили бронзового призёра.
В чемпионате 2025 приняли участие 5 команд: «Джакарта Лавани Ливин Трансмедия» (Джакарта), «Джакарта Бхаянгкара Пресиси», «Сурабая Саматор» (Сурабая), «Палембанг Банк Сумсел Бабел» (Палембанг), «Джакарта Гаруда Джая». Чемпионский титул выиграла «Джакарта Бхаянгкара Пресиси», победившая в финале команду «Джакарта Лавани Ливин Трансмедия» 3:2. 3-е место заняла «Сурабая Саматор».

## Чемпионы (с 2002)
- 2002 «Бандунг Тектона»
- 2003 «Джакарта БНИ-46»
- 2004 «Сурабая Саматор»
- 2005 «Джакарта БНИ-46»
- 2006 «Джакарта БНИ-46»
- 2007 «Сурабая Саматор»
- 2008 «Джакарта Сананта»
- 2009 «Сурабая Саматор»
- 2010 «Джакарта БНИ-46»
- 2011 «Палембанг Банк Сумсель Бабель»
- 2012 «Джакарта БНИ-46»
- 2013 «Палембанг Банк Сумсель Бабель»
- 2014 «Сурабая Саматор»
- 2015 «Джакарта Электрик»
- 2016 «Сурабая Саматор»
- 2017 «Джакарта Пертамина Энерджи»
- 2018 «Сурабая Бхаянгкара Саматор»
- 2019 «Сурабая Бхаянгкара Саматор»
- 2020 чемпионат отменён
- 2021 чемпионат отменён
- 2022 «Богор Лавани»
- 2023 «Джакарта Лавани Банк»
- 2024 «Джакарта Бхаянгкара Пресиси»
- 2025 «Джакарта Бхаянгкара Пресиси»